# ديميتري أباكوموف
ديميتري أباكوموف (بالروسية: Дмитрий Николаевич Абакумов)‏ هو لاعب كرة قدم روسي في مركز حراسة المرمى، ولد في 8 يوليو 1989 في فارونيش في روسيا. لعب مع سيسكا موسكو وموردوفيا سارانسك ونادي أورينبورغ.

## وصلات خارجية
- ديميتري أباكوموف على موقع قاعدة بيانات كرة القدم.إي يو (الإنجليزية)
- ديميتري أباكوموف على موقع Soccerway.com (الإنجليزية)
- ديميتري أباكوموف على موقع عالم كرة القدم.نت (الإنجليزية)